# 小室優太
小室 優太（こむろ ゆうた、1999年2月13日 - ）は、日本の元子役。茨城県出身。セントラル子供タレントに所属していた。。

## 出演

### テレビドラマ
- 君の手がささやいている 最終章（2001年12月26日、テレビ朝日）
- ママまっしぐら!3（2002年、TBS） - 多田博喜 役
- サイコドクター 第10・11話（2002年12月11日・18日、日本テレビ） - 楷恭介（幼少期） 役
- 天国のダイスケへ〜箱根駅伝が結んだ絆〜（2003年1月2日、日本テレビ） - 飯田洋平の息子 役
- 海のオルゴール（2003年6月28日、フジテレビ） - 木村徹也（幼少期） 役
- 特捜戦隊デカレンジャー 第28話（2004年8月29日、テレビ朝日） - 姶良鉄幹（幼少期）役
- 人間の証明（2004年、フジテレビ）
- Mの悲劇（2005年1月16日 - 3月20日、TBS） - 安藤衛（幼少期） 役
- エンジン（2005年4月18日 - 6月27日、フジテレビ） - 金村俊太 役
- 危険なアネキ（2005年、フジテレビ） - 北村太一 役
- 里見八犬伝（2006年1月2日・3日、TBS） - 犬塚信乃（幼少期） 役
- 弁護士のくず 第7話（2006年5月25日、TBS） - ユウタ 役
- アテンションプリーズ 第9話（2006年6月13日、フジテレビ） - 一人旅の少年 役
- どんど晴れ（2007年4月2日 - 9月29日、NHK） - 加賀美勇太 役
- しゃばけ（2007年11月24日、フジテレビ） - 一太郎（幼少期） 役
- 徳川風雲録 八代将軍吉宗（2008年1月2日、テレビ東京） - 長福丸 役
- あんみつ姫の大冒険!（2008年1月6日、フジテレビ） - 煎兵衛（幼少期） 役
- 絶対彼氏〜完全無欠の恋人ロボット〜 第2話（2008年4月22日、フジテレビ） - 浅元創志（幼少期） 役
- ゴッドハンド輝（2009年、TBS） - 真東輝（幼少期） 役
- ABUアジア子どもドラマシリーズ「図書館」（2009年7月27日、NHK Eテレ） - 主演
- ママは昔パパだった（2009年8月23日 - 9月27日、WOWOW） - 小谷亮 役
- 天装戦隊ゴセイジャー 第1・15話（2010年2月14日・5月23日、テレビ朝日） - ユウタ 役

### CM
- 東洋水産「麺づくり」
- マクドナルド「マックチョイス」
- 全国畳協会
- ECCジュニア
- J-PHONE
- 花王「ハミング」
- 鴨川シーワールド
- 講談社「おともだち」
- パナソニック「3CCDデジカム」

### PV
- TUBE「蛍」（2008年）